# Warta (gemeente)
De gemeente Warta is een stad- en landgemeente in het Poolse woiwodschap Łódź, in powiat Sieradzki.
De zetel van de gemeente is in Warta.
Op 30 juni 2004 telde de gemeente 13 160 inwoners.

## Oppervlakte gegevens
In 2002 bedroeg de totale oppervlakte van gemeente Warta 252,91 km², waarvan:
- agrarisch gebied: 68%
- bossen: 18%

De gemeente beslaat 16,96% van de totale oppervlakte van de powiat.

## Demografie
Stand op 30 juni 2004:
| Omschrijving                   | Totaal | Totaal | Vrouwen | Vrouwen | Mannen | Mannen |
| ------------------------------ | ------ | ------ | ------- | ------- | ------ | ------ |
| eenheid                        | aantal | %      | aantal  | %       | aantal | %      |
| inwoners                       | 13 160 | 100    | 6802    | 51,7    | 6358   | 48,3   |
| bevolkingsdichtheid (inw./km²) | 52     | 52     | 26,9    | 26,9    | 25,1   | 25,1   |

In 2002 bedroeg het gemiddelde inkomen per inwoner 1229,72 zł.

## Plaatsen
Augustynów, Bartochów, Cielce, Czartki, Duszniki, Dzierzązna, Gać Warcka, Glinno, Głaniszew, Gołuchy, Góra, Grzybki, Jakubice, Jeziorsko, Kamionacz, Kawęczynek, Klonówek, Krąków, Lasek, Lipiny, Łabędzie, Małków, Maszew, Miedze, Miedźno (Rafałówka), Mikołajewice, Mogilno, Nobela, Ostrów Warcki, Piotrowice, Proboszczowice, Raczków, Raszelki, Rossoszyca, Rożdżały, Socha, Socha-Kolonia, Tądów Górny, Tomisławice, Ustków, Warta, Witów, Włyń, Wola Miłkowska, Wola Zadąbrowska, Zadąbrowie-Rudunek, Zadąbrowie-Wiatraczyska, Zagajew, Zakrzew, Zaspy, Zielęcin.

## Aangrenzende gemeenten
Błaszki, Dobra, Goszczanów, Pęczniew, Sieradz, Szadek, Wróblew, Zadzim, Zduńska Wola